# Arizona
Arizona (amerik. Aussprache [æɹɪˈzoʊ̯nə] ⓘ; kurz AZ; Beiname Grand Canyon State) ist ein Bundesstaat, der im Südwesten der Vereinigten Staaten liegt. Im Norden grenzt er an Utah, im Nordwesten an Nevada, im Westen an Kalifornien, im Süden und Südwesten an die mexikanischen Bundesstaaten Sonora und Baja California und im Osten an New Mexico. Am Four Corners Monument trifft die nordöstliche Ecke Arizonas außerdem auf die südwestliche Ecke Colorados. Die Hauptstadt und größte Stadt ist die Wüstenmetropole Phoenix, welche mit 1,7 Millionen Einwohnern und fast 5 Millionen im Ballungsraum die bevölkerungsreichste aller Bundesstaats-Hauptstädte und die fünftgrößte Stadt der Vereinigten Staaten ist. Weitere bedeutende Städte sind Tucson, Yuma und Flagstaff.
Arizona ist flächenmäßig der sechstgrößte Staat und mit rund 7,5 Millionen Einwohnern der 14. bevölkerungsreichste der 50 Bundesstaaten. Es ist der 48. Staat und damit der letzte der zusammenhängenden Staaten, der in die Union aufgenommen wurde, als er am 14. Februar 1912 die Staatlichkeit erhielt. Historisch gesehen war er Teil des Territoriums von Alta California und Nuevo México in Neuspanien und wurde 1821 Teil des unabhängigen Mexikos. Nach der Niederlage im Mexikanisch-Amerikanischen Krieg trat Mexiko 1848 einen Großteil dieses Gebiets an die Vereinigten Staaten ab, wo es zunächst Teil des New Mexico-Territoriums wurde. Der südlichste Teil des Staates wurde 1853 durch den Gadsden Purchase erworben.
Der Süden Arizonas ist bekannt für sein Wüstenklima mit extrem heißen Sommern und milden Wintern. Im vom Colorado-Plateau geprägten Norden gibt es zahlreiche Kiefern-, Douglasien- und Fichtenwälder, Gebirgszüge, sowie große, tiefe Canyons mit deutlich gemäßigteren Sommertemperaturen und erheblichen Schneefällen im Winter. In den Gebieten von Flagstaff, Sunrise und Tucson gibt es sogar Skigebiete. Neben dem international bekannten Grand-Canyon-Nationalpark, der zu den beliebtesten natürlichen Attraktionen des Landes gehört, gibt es mehrere Nationalwälder-, Parks und Denkmäler.
Arizona ist die Heimat einer vielfältigen Bevölkerung. Etwa ein Viertel des Bundesstaates besteht aus Indianerreservaten, in denen 27 staatlich anerkannte Indianerstämme leben, darunter die Navajo Nation, die mit mehr als 300 000 Einwohnern das größte Reservat des Bundesstaates und des ganzen Landes bildet. Seit den 1980er Jahren ist der Anteil der Hispanoamerikaner aufgrund der Zuwanderung aus Mexiko und Mittelamerika erheblich gestiegen und macht mittlerweile mehr als 30 % aus. Ein beträchtlicher Teil der Bevölkerung ist Anhänger der römisch-katholischen Kirche und der Kirche Jesu Christi der Heiligen der Letzten Tage (Mormonen). Die Bevölkerung und die Wirtschaft Arizonas sind seit den 1950er Jahren aufgrund der Zuwanderung dramatisch gewachsen, und der Bundesstaat ist heute ein wichtiges Zentrum des Sun Belt. Städte wie Phoenix und Tucson haben große, sich ausbreitende Vorstadtgebiete entwickelt. Viele große Unternehmen wie PetSmart und Circle K haben ihren Hauptsitz in diesem Bundesstaat. Außerdem beherbergt Arizona zahlreiche bedeutende Universitäten, darunter die University of Arizona, die Arizona State University und die Northern Arizona University. In politischer Hinsicht ist der Staat historisch eher konservativ geprägt und bekannt für konservative Politiker wie Barry Goldwater und John McCain, obwohl er durch die Zuwanderung in den letzten Jahren immer mehr zu einem Swing State geworden ist.

## Etymologie
Der Namensursprung ist unklar. Seit Anfang des 20. Jahrhunderts vertraten Historiker überwiegend die These, der Name stamme von der Bezeichnung alĭ ṣonak („kleine Quelle“) der O’odham-Sprache. Er bezeichnete ursprünglich ausschließlich eine Gegend um Planchas de Plata in der Nähe von Nogales (Sonora) in der heutigen Grenzregion zwischen Mexiko und den USA. Die Tohono O’Odham bezeichnen die Region noch heute mit diesem Namen, der ausgesprochen wie Arissona klingt.
Seit 1979 findet auch die These Unterstützung von Historikern, dass baskische Einwanderer die Benennung aritz ona (gute Eiche) aus ihrer Sprache vergeben hätten.
Eine weitverbreitete volksetymologische Herleitung vom spanischen Wort für Aride Zone ist nicht haltbar, da aus der Bezeichnung zona árida der Name Zonarida folgen müsste.

## Geographie

Four Corners, Arizona grenzt an Utah und New Mexico und berührt punktuell Colorado

Im gesamten Süden grenzt Arizona an Mexiko, in die übrigen Richtungen grenzt Arizona an andere Bundesstaaten der USA: Im Südwesten grenzt Arizona an Kalifornien, nordwestlich an Nevada. Im Norden läuft die Grenze mit Utah auf den Four Corners’ Point zu, das einzige Vierländereck in den Vereinigten Staaten. Dort trifft Arizona im äußersten Nordosten an Colorado und teilt sich die Ostgrenze vollständig mit New Mexico.
Arizona ist flächenmäßig der sechstgrößte Bundesstaat der USA. Schätzungsweise 15 Prozent der Landfläche ist in Privatbesitz, der größte Teil des Landes stellt also öffentliche Wälder und Ländereien dar. Viele dieser Gebiete in öffentlicher Hand werden vom Arizona State Land Department und dem National Park Service verwaltet.
Arizona ist zwei Naturräumen zugehörig. Der Nordosten des Staates liegt auf dem Colorado-Plateau, alle weiteren Teile Arizonas gehören zur Basin-and-Range-Region. Die Grenze bildet der Gebirgszug Mogollon Rim. Der Bundesstaat ist von bergigen Landschaften und xerophytischer Flora geprägt. Arizona hat große steppen- und wüstenartige Landstriche mit großen Sandsteinvorkommen, gleichzeitig bilden Bergwälder rund ein Viertel des Staatsgebietes.
Der Colorado River und der von ihm gebildete Grand Canyon trennt im Nordwesten den Arizona Strip vom Rest des Bundesstaates. Er bildet auch fast die gesamte Westgrenze Arizonas zu Nevada und Kalifornien. Weitere bedeutende Flüsse in Arizona sind der Little Colorado River im Nordosten des Staates und der Gila River und seine Nebenflüsse in Zentral- und Südarizona.

### Gliederung
Der US-Bundesstaat Arizona ist in 15 Countys gegliedert, die eine durchschnittliche Fläche von 19.683,6 km² haben.

### Klima
In Arizona herrscht ein trockenes Wüsten- und Halbwüstenklima, im Norden eher Steppenklima. Das führt dazu, dass es je nach Höhenlage relativ milde Winter und heiße Sommer gibt. Wegen der Nähe zu den Rocky Mountains gibt es meist große Temperaturunterschiede zwischen Tag und Nacht. Die durchschnittlichen Niederschlagsmengen liegen etwa zwischen 100 und 500 mm pro Jahr, wobei der meiste Regen in der Zeit von Juli bis November fällt. Darüber hinaus gehört die Stadt Yuma mit rund 4000 Sonnenstunden jährlich zu den sonnigsten Orten der Welt. Andererseits ist die auf rund 2135 Metern gelegene Stadt Flagstaff im Norden des Staates einer der wichtigsten Wintersportorte der Vereinigten Staaten.
| Ort       | Juli (°C) | Dezember (°C) |
| --------- | --------- | ------------- |
| Phoenix   | 41/28     | 19/7          |
| Tucson    | 38/23     | 18/4          |
| Yuma      | 41/28     | 20/8          |
| Flagstaff | 27/11     | 5/−8          |
| Prescott  | 31/15     | 11/−4         |
| Kingman   | 36/19     | 13/0          |

### Flora und Fauna
Wegen der Trockenheit wachsen in Arizona viele Kakteen, Palmlilien und Mesquite-Bäume. Zu den größten Wildtierarten gehören Weißwedel- und Maultierhirsche sowie Wapiti, Gabelböcke und Dickhornschafe. In abgelegenen Gebieten leben noch vereinzelt Bären. In den Bergregionen leben Raubtiere wie Pumas, Jaguare, Dachse und andere marderartige Tiere. In der Sonora-Wüste gibt es viele Arten von Echsen, Spinnen und Schlangen.

## Bevölkerung
In Arizona leben 7.151.502 Menschen (Stand: Zensus 2020), davon 76,9 % Weiße, 4,5 % Indianer, 3,4 % Afroamerikaner und 2,3 % Asiatische Amerikaner. 29,2 % bezeichnen sich als Hispanics oder Latinos unabhängig von der Angabe der “Race”.

### Abstammung
Die häufigsten Abstammungen der Bevölkerung Arizonas waren im Jahr 2009 mexikanisch (27,4 %), deutsch (16 %), irisch (10,8 %), englisch (10,1 %) und italienisch (4,6 %). Vor allem die südlichen und zentralen Bezirke sind hauptsächlich mexikanisch geprägt, während die nördlichen Bezirke größtenteils von Nachfahren britischer Einwanderer bevölkert sind und der Nordosten den größten Anteil indianischer Einwohner aufweist.
Seit 2003 bringt die hispanische (lateinamerikanische) Bevölkerung mehr Kinder zur Welt als die nicht-hispanische Bevölkerung, und es ist davon auszugehen, dass Lateinamerikaner im Jahr 2035 die Mehrheit der Bevölkerung stellen werden.

### Sprachen
2000 hatten 74,1 % der Bevölkerung Englisch als Muttersprache, 19,5 % Spanisch, 1,9 % Navajo, 0,6 % andere Indianersprachen und 0,5 % Deutsch. Englisch ist seit 2006 die offizielle Sprache des Staates.

### Weltanschauungen
Die mitgliederstärksten Religionsgemeinschaften im Jahre 2000 waren die Katholische Kirche mit 974.883, die Kirche Jesu Christi der Heiligen der Letzten Tage mit 251.974 und die Southern Baptist Convention mit 138.516 Anhängern.
Vier Fünftel der Bevölkerung Arizonas beschreiben sich selbst als christlich, wobei Katholiken und Protestanten stark vertreten sind und auch Mormonen einen nicht zu vernachlässigenden Anteil haben.
- Christen: 80 %
  - alle protestantischen Kirchen zusammen: 42 %
  - Katholiken: 31 %
  - Mormonen: 6 %
  - andere christliche Richtungen: 1 %
- andere Religionen: 2 %
- nicht religiös: 18 %

### Größte Städte
| Ort         |            |  |           | Einwohner |
| Phoenix     | Phoenix    |  | 1.608.139 | 1.608.139 |
| Tucson      | Tucson     |  | 542.629   | 542.629   |
| Mesa        | Mesa       |  | 504.258   | 504.258   |
| Chandler    | Chandler   |  | 275.987   | 275.987   |
| Gilbert     | Gilbert    |  | 267.918   | 267.918   |
| Glendale    | Glendale   |  | 248.325   | 248.325   |
| Scottsdale  | Scottsdale |  | 241.361   | 241.361   |
| Peoria      | Peoria     |  | 190.985   | 190.985   |
| Tempe       | Tempe      |  | 180.587   | 180.587   |
| Surprise    | Surprise   |  | 143.148   | 143.148   |
| Yuma        | Yuma       |  | 95.548    | 95.548    |
| Census 2020 |            |  |           |           |

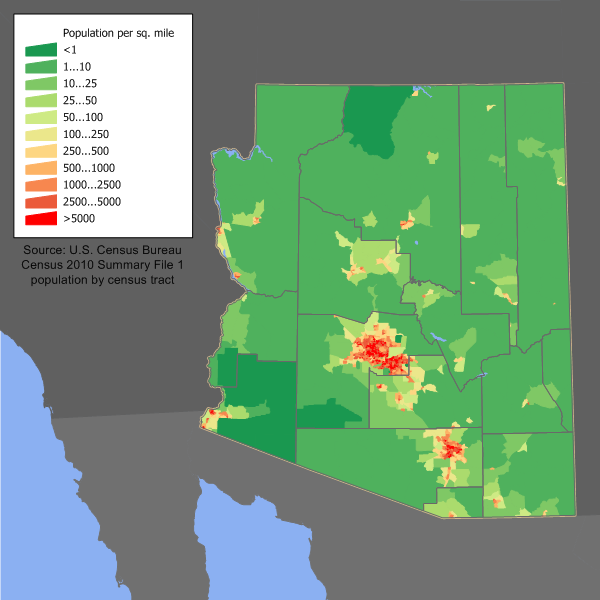
Bevölkerungsdichte

Die Städte Phoenix, Mesa, Glendale, Gilbert, Chandler, Scottsdale und Tempe gehen fast nahtlos ineinander über, so dass häufig der Ballungsraum Phoenix (engl. Phoenix-Mesa Metropolitan Area) als Einheit wahrgenommen wird, wenn sie auch verwaltungstechnisch getrennt sind.
- Liste der Städte in Arizona

## Geschichte

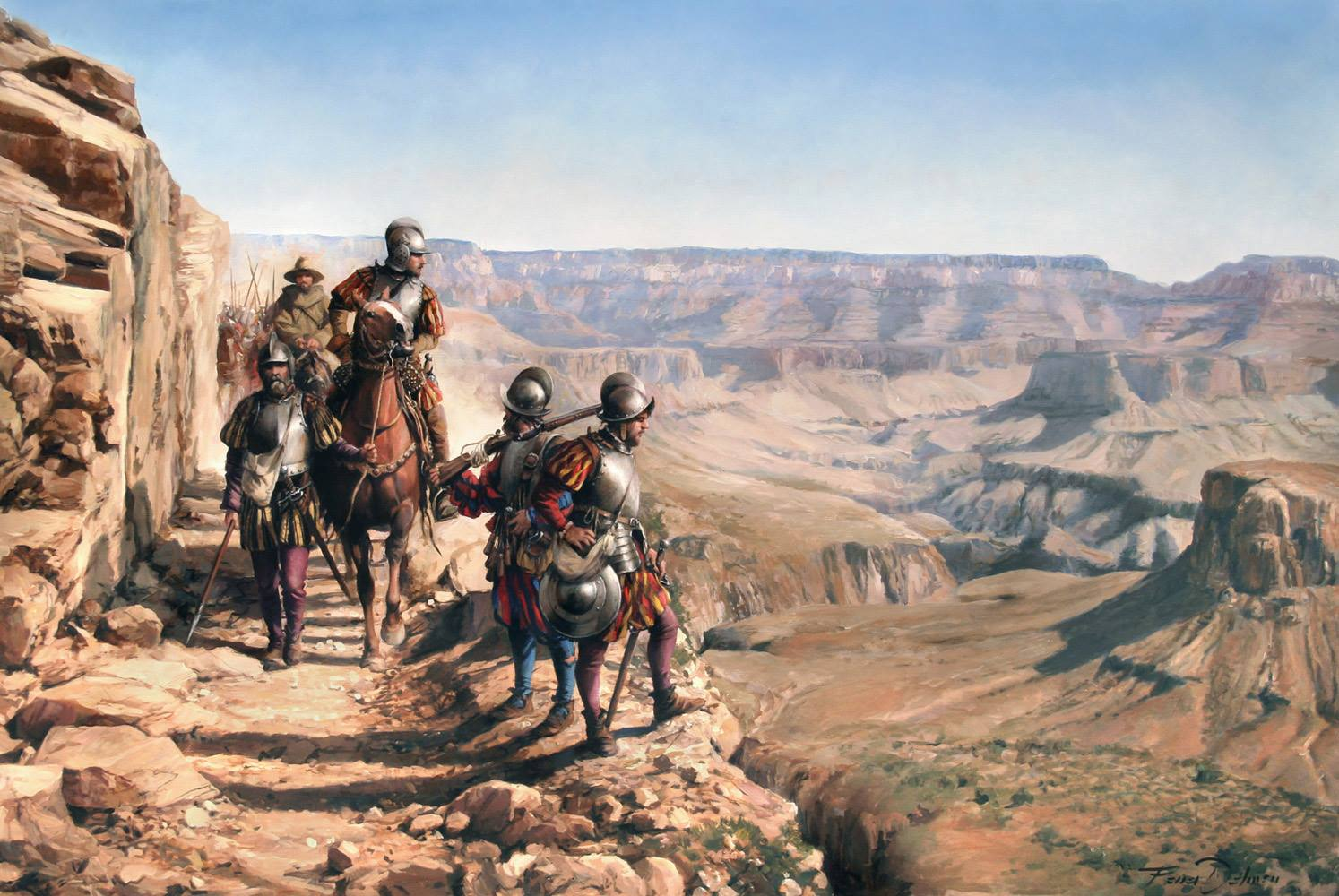
Das Gemälde La conquista del Colorado von Augusto Ferrer-Dalmau zeigt spanische Entdecker um Francisco Vásquez de Coronado bei einer Expedition in Arizona, 1540–1542

In der Zeit von 300 bis etwa 1200 befand sich in Südarizona die Hohokam-Kultur.
Álvar Núñez Cabeza de Vaca bereiste als erster Europäer den heutigen Südwesten der Vereinigten Staaten um 1535. Aufgrund seiner Beschreibungen der Städte der Pueblo-Indianer sandte der Vizekönig von Mexiko, Antonio de Mendoza, im Jahre 1539 den spanischen Franziskaner Marcos de Niza in diese Region. Aufgrund der verfälschten Berichte von Álvar Núñez Cabeza de Vaca und Marcos de Niza entstand die Legende der Sieben Goldenen Städte von Cibola. Francisco Vásquez de Coronado, ein spanischer Conquistador, suchte diese Städte 1540–1542, fand und beschrieb die Pueblo-Kultur. Die eigentliche Kolonialisierung begann im Laufe der nächsten 200 Jahre durch katholisch-spanische Missionare. Sie begannen, die Indianer zum katholischen Glauben zu bekehren. Ab 1750 gründeten die Spanier die ersten befestigten Städte (1752 Tubac, 1775 Tucson). Arizona gehörte schließlich nach dem Erlangen der mexikanischen Unabhängigkeit im Jahr 1821 vollständig zu Mexiko.
1848 musste Mexiko nach seiner Niederlage im Mexikanisch-Amerikanischen Krieg durch den Vertrag von Guadalupe Hidalgo alle Gebiete nördlich des Gila River gegen eine Zahlung von 15 Mio. Dollar an die USA abtreten. Dieses Gebiet erstreckte sich über die heutigen Bundesstaaten Arizona, New Mexico, Kalifornien, Nevada, Utah, den westlichen Teil Colorados und den südwestlichen Teil Wyomings. 1850 wurde das New-Mexico-Territorium aus dem heutigen Arizona, dem westlichen Teil New Mexicos und dem Süden Nevadas gebildet. 1853 wurde mit dem Gadsden-Kauf von Mexiko für 10 Mio. US-Dollar ein weiteres Gebiet von 77.700 km² südlich des Gila River erworben. Es wurde dem New-Mexico-Territorium angeschlossen und liegt heute nach dessen Aufteilung in die Territorien Arizona und New Mexico am 24. Februar 1863 großteils in Arizona.
Am 28. Februar 1859 wurde im Arizona-Territorium das erste Indianerreservat, die Gila River Indian Reservation, für die Pima- und Maricopa-Indianer gegründet. Am 1. Juni 1868 wurde durch einen Vertrag der Vereinigten Staaten mit den Navajo (Diné) die größte Reservation der Vereinigten Staaten, die Navajo Nation Reservation, begründet, die in der damaligen Abgrenzung nur zur Hälfte in Arizona lag, heute aber den gesamten Nordosten des Bundesstaates einnimmt.
Am 14. Februar 1912 wurde Arizona als 48. Staat als selbstverwalteter Bundesstaat etabliert. Die Aufwertung ist nicht zuletzt den Arizona Rangers zu verdanken, die Arizona durch tatkräftigen Einsatz (1901 bis 1909) von der ausgeuferten Gesetzlosigkeit befreiten.

## Politik

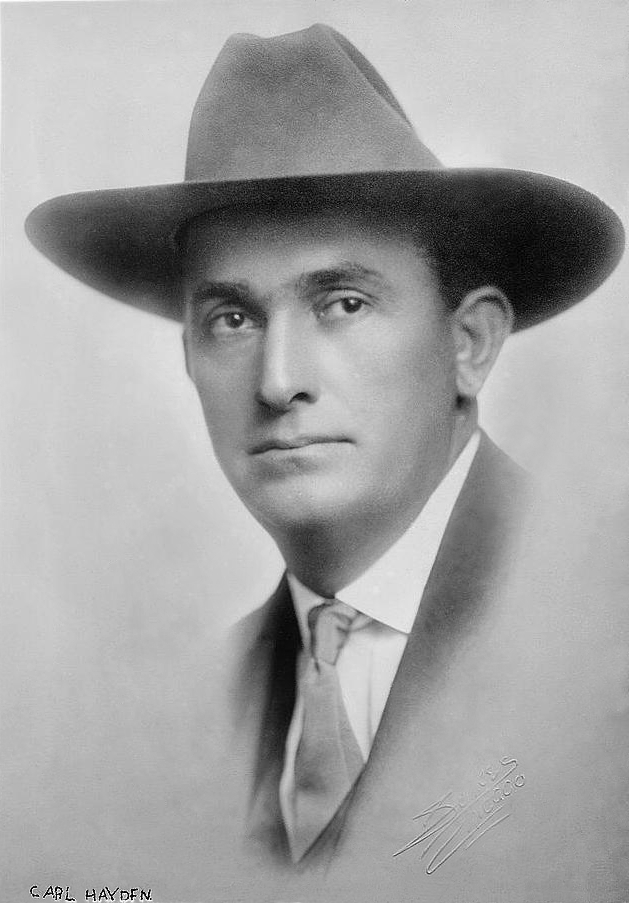
Sheriff und späterer Senator Carl Hayden

Arizona war nach dem Zweiten Weltkrieg für lange Zeit eine Hochburg des nicht-evangelikalen Flügels der Republikaner, der mit Barry Goldwater und später John McCain prominente Politiker hervorbrachte. Bei Präsidentschaftswahlen haben die Republikaner Arizona von 1952 bis 2016 mit Ausnahme der Wahl 1996 (die Bill Clinton gewann) stets gewonnen. Bei der Präsidentschaftswahl 2020 gewann der Demokrat Joe Biden den Staat mit einem Vorsprung von weniger als 11.000 Stimmen. Die stetige Einwanderung aus Mexiko macht die republikanische Vormacht in Arizona unsicher, da die Einwanderer ganz überwiegend die Demokratische Partei unterstützen. Im Vergleich zu den aktiveren hispanischen Gemeinschaften in Kalifornien oder Nevada sind diejenigen Arizonas in ihrer Mehrheit deutlich später ins Land gekommen (siehe Operation Gatekeeper) und politisch weit stärker abstinent, sodass die seit den 1990er Jahren erwartete strukturelle Mehrheitsfähigkeit der Demokraten bis 2018 nicht eingetreten ist. Während die Zahl der Latinos von 1990 bis 2015 von 700.000 auf 2,2 Millionen und ihr Bevölkerungsanteil 2018 auf etwa 30 Prozent gestiegen war (und von ihnen 90 Prozent eine mexikanische Herkunft hatten), machten sie nur etwa 18 Prozent der Wählerschaft aus. Zuletzt wurde ein Hispanic 1974 in ein staatsweites Amt gewählt, nämlich Raul Hector Castro zum Gouverneur.
2003 wurde die Demokratin Janet Napolitano zur Gouverneurin Arizonas gewählt (siehe Liste der Gouverneure von Arizona). Als sie 2009 von US-Präsident Barack Obama zur Ministerin für Innere Sicherheit ernannt wurde, folgte ihr Jan Brewer, eine Republikanerin, ins Amt; einen Vizegouverneur gibt es in Arizona nicht. Unter Brewers Führung wurde ein Einwanderungsgesetz verabschiedet, das bundesweit Proteste ausgelöste und weltweit beachtet wurde. Gegenüber einem Aufruf der kalifornischen Stadt Los Angeles zum Boykott der Wirtschaft von Arizona wurde mit Vergeltung gedroht. In Arizona selbst hat das Gesetz zu einer scharfen Polarisierung zwischen Befürwortern und Gegnern geführt. Das US-Justizministerium klagte gegen das Gesetz, weil es Bundeskompetenzen beschnitten habe. Der Oberste Gerichtshof erklärte das Gesetz teilweise für verfassungswidrig, erhielt aber die umstrittene Regelung, dass Polizisten bei Verkehrskontrollen nach Ausweispapieren fragen dürfen. Im Bundesstaat Arizona gelten darüber hinaus auch nach US-Maßstab großzügige Waffengesetze. So ist das offene Tragen von Waffen in der Öffentlichkeit auch ohne Waffenschein gestattet. In Bars und Kneipen sind Gewehre erlaubt.
Seit 2020 wird der Staat von den Demokraten Kyrsten Sinema und Mark Edward Kelly im Senat der Vereinigten Staaten vertreten (siehe die Liste der US-Senatoren aus Arizona). Sinema gewann die Wahl um einen freien Senatssitz 2018 gegen die Republikanerin Martha McSally. McSally wurde von Gouverneur Doug Ducey nur kurze Zeit später für den Posten des im August 2018 verstorbenen Republikaners John McCain im US-Senat berufen. McCain vertrat den Staat ab 1987 im Senat und galt innerhalb seiner Partei als unabhängiger Kopf und scharfer Kritiker von US-Präsident Donald Trump, ebenso wie der republikanische Vorgänger Sinemas, Jeff Flake. Bei der Nachwahl für den Senatssitz des verstorbenen McCain verlor Amtsinhaberin McSally gegen ihren demokratischen Kontrahenten Mark Kelly, der als ehemaliger Astronaut besonders prominent ist.
In der Repräsentantenhaus-Delegation Arizonas stellen die Republikaner seit der Wahl 2022 eine 6-zu-3-Mehrheit.

### Mitglieder im 119. Kongress
|  | Name                 | Mitglied seit | Parteizugehörigkeit |
|  | -------------------- | ------------- | ------------------- |
|  | David S. Schweikert  | 2011          | Republikaner        |
|  | Elijah Crane         | 2023          | Republikaner        |
|  | Yassamin Ansari      | 2025          | Demokrat            |
|  | Gregory John Stanton | 2019          | Demokrat            |
|  | Andrew Steven Biggs  | 2017          | Republikaner        |
|  | Juan Ciscomani       | 2023          | Republikaner        |
|  | Raúl Manuel Grijalva | 2003          | Demokrat            |
|  | Abraham Hamadeh      | 2018          | Republikaner        |
|  | Paul Anthony Gosar   | 2025          | Republikaner        |

|  | Name              | Mitglied seit | Parteizugehörigkeit |
|  | ----------------- | ------------- | ------------------- |
|  | Ruben Gallego     | 2025          | Demokrat            |
|  | Mark Edward Kelly | 2020          | Demokrat            |

- Liste der US-Senatoren aus Arizona
- Liste der Mitglieder des US-Repräsentantenhauses aus Arizona

### Präsidentschaftswahlen
Am 5. November 1912 fand in Arizona die erste US-Präsidentschaftswahl statt. Arizona votierte in der ersten Hälfte des 20. Jahrhunderts abwechselnd für beide große Parteien (Swing State); zwischen 1932 und 1948 gingen die Wahlmännerstimmen Arizonas ausschließlich an die Demokraten Franklin D. Roosevelt und Harry Truman.
Danach siegten mit Ausnahme von 1996, als Bill Clinton gewann, stets republikanische Präsidentschaftskandidaten mit Wahlergebnissen von zumeist über 50 Prozent – mit 66,4 Prozent für Ronald Reagan 1984 als Höchststand. Bei der Wahl 2016 erhielt Donald Trump gut 48 Prozent der Stimmen, 3,5 Prozentpunkte mehr als Hillary Clinton.
Das beste Wahlergebnis eines „dritten Kandidaten“ erzielte Robert M. La Follette senior 1924, der 17.210 Stimmen (23,27 Prozent) erhielt.
Bei der Präsidentschaftswahl am 3. November 2020 erhielt Joe Biden knapp 10.500 Stimmen mehr als Donald Trump. Donald Trump akzeptierte die gesamte Wahl aber nicht und nannte sie deshalb Big Lie. Der republikanisch dominierte Senat von Arizona ordnete deshalb eine Nachzählung an. Siehe auch: Stimmenauszählung im Maricopa County, Arizona.
Jüngst gilt Arizona also als wichtiger Swing State, also jener Staat, in denen beide große Parteien realistische Siegchancen besitzen.
Arizona stellt im Electoral College bei der Präsidentschaftswahl in den Vereinigten Staaten 2024, elf Wahlleute, davor waren es seit den Präsidentschaftswahlen ab 2012 zehn gewesen.
| Jahr | Kandidat (Gewinner)       | Prozent | Stimmen   | Kandidat (Verlierer)      | Prozent | Stimmen   | Sonstige Parteien |
| ---- | ------------------------- | ------- | --------- | ------------------------- | ------- | --------- | ----------------- |
| 2024 | Donald Trump (R)          | 52,1    | 1.770.242 | Kamala Harris (D)         | 46,6    | 1.582.860 | 1,4 % (47.624)    |
| 2020 | Joe Biden (D)             | 49,4    | 1.672.143 | Donald Trump (R)          | 49,1    | 1.661.686 | 1,5 % (51.465)    |
| 2016 | Donald Trump (R)          | 48,10   | 1.252.401 | Hillary Clinton (D)       | 44,60   | 1.161.167 | 7,30 % (191.089)  |
| 2012 | Mitt Romney (R)           | 54,10   | 1.077.252 | Barack Obama (D)          | 43,92   | 874.515   | 1,99 % (39.577)   |
| 2008 | John McCain (R)           | 53,64   | 1.230.111 | Barack Obama (D)          | 45,12   | 1.034.707 | 1,25 % (28.657)   |
| 2004 | George W. Bush (R)        | 54,87   | 1.104.294 | John Kerry (D)            | 44,40   | 893.524   | 0,74 % (14.767)   |
| 2000 | George W. Bush (R)        | 51,02   | 781.652   | Al Gore (D)               | 44,73   | 685.341   | 4,25 % (65.023)   |
| 1996 | Bill Clinton (D)          | 46,52   | 653.288   | Bob Dole (R)              | 44,29   | 622.073   | 9,18 % (129.044)  |
| 1992 | George H. W. Bush (R)     | 38,47   | 572.086   | Bill Clinton (D)          | 36,52   | 542.050   | 25,00 % (371.843) |
| 1988 | George H. W. Bush (R)     | 59,95   | 702.541   | Michael Dukakis (D)       | 38,74   | 454.029   | 1,30 % (15.303)   |
| 1984 | Ronald Reagan (R)         | 66,42   | 681.416   | Walter Mondale (D)        | 32,54   | 333.854   | 1,03 % (10.627)   |
| 1980 | Ronald Reagan (R)         | 60,61   | 529.688   | Jimmy Carter (D)          | 28,24   | 246.843   | 11,15 % (97.414)  |
| 1976 | Gerald Ford (R)           | 56,37   | 418.642   | Jimmy Carter (D)          | 39,80   | 295.602   | 3,83 % (28.475)   |
| 1972 | Richard Nixon (R)         | 61,64   | 402.812   | George McGovern (D)       | 30,38   | 198.540   | 7,99 % (52.153)   |
| 1968 | Richard Nixon (R)         | 54,78   | 266.721   | Hubert H. Humphrey (D)    | 35,02   | 170.514   | 10,20 % (49.701)  |
| 1964 | Barry Goldwater (R)       | 50,45   | 242.535   | Lyndon B. Johnson (D)     | 49,45   | 237.753   | 0,10 % (482)      |
| 1960 | Richard Nixon (R)         | 55,52   | 221.241   | John F. Kennedy (D)       | 44,36   | 176.781   | 0,12 % (469)      |
| 1956 | Dwight D. Eisenhower (R)  | 60,99   | 176.990   | Adlai Ewing Stevenson (D) | 38,90   | 112.880   | 0,10 % (303)      |
| 1952 | Dwight D. Eisenhower (R)  | 58,35   | 152.042   | Adlai Ewing Stevenson (D) | 41,65   | 108.528   | –                 |
| 1948 | Harry S. Truman (D)       | 53,79   | 95.251    | Thomas E. Dewey (R)       | 43,82   | 77.597    | 2,38 % (4.217)    |
| 1944 | Franklin D. Roosevelt (D) | 58,80   | 80.926    | Thomas E. Dewey (R)       | 40,90   | 56.287    | 0,31 % (421)      |
| 1940 | Franklin D. Roosevelt (D) | 63,49   | 95.267    | Wendell Willkie (R)       | 36,01   | 54.030    | 0,49 % (742)      |
| 1936 | Franklin D. Roosevelt (D) | 69,85   | 86.722    | Alf Landon (R)            | 26,93   | 33.433    | 3,23 % (4.008)    |
| 1932 | Franklin D. Roosevelt (D) | 67,03   | 79.264    | Herbert Hoover (R)        | 30,53   | 36.104    | 2,44 % (2.883)    |
| 1928 | Herbert Hoover (R)        | 57,57   | 52.533    | Alfred E. Smith (D)       | 42,23   | 38.537    | 0,20 % (184)      |
| 1924 | Calvin Coolidge (R)       | 41,26   | 30.516    | John W. Davis (D)         | 35,47   | 26.235    | 23,27 % (17.210)  |
| 1920 | Warren G. Harding (R)     | 55,60   | 37.016    | James M. Cox (D)          | 44,40   | 29.554    | –                 |
| 1916 | Woodrow Wilson (D)        | 57,17   | 33.170    | Charles Evans Hughes (R)  | 35,37   | 20.522    | 7,46 % (4.327)    |
| 1912 | Woodrow Wilson (D)        | 43,52   | 10.324    | Theodore Roosevelt (U)    | 29,29   | 6.949     | 27,19 % (6.449)   |

### Todesstrafe
In Arizona ist die Todesstrafe in der Rechtsprechung vorgesehen und wird weiterhin angewandt. Seit 1992 wurden 40 Menschen in Arizona hingerichtet. 124 Menschen wurden bis Januar 2016 zum Tode verurteilt.
Anzahl der Hinrichtungen pro Jahr:
| Jahr   | 1992 | 1993 | 1995 | 1996 | 1997 | 1998 | 1999 | 2000 | 2007 | 2010 | 2011 | 2012 | 2013 | 2014 | 2022 |
| Anzahl | 1    | 2    | 1    | 2    | 2    | 4    | 7    | 3    | 1    | 1    | 4    | 6    | 2    | 1    | 3    |

## Verkehr

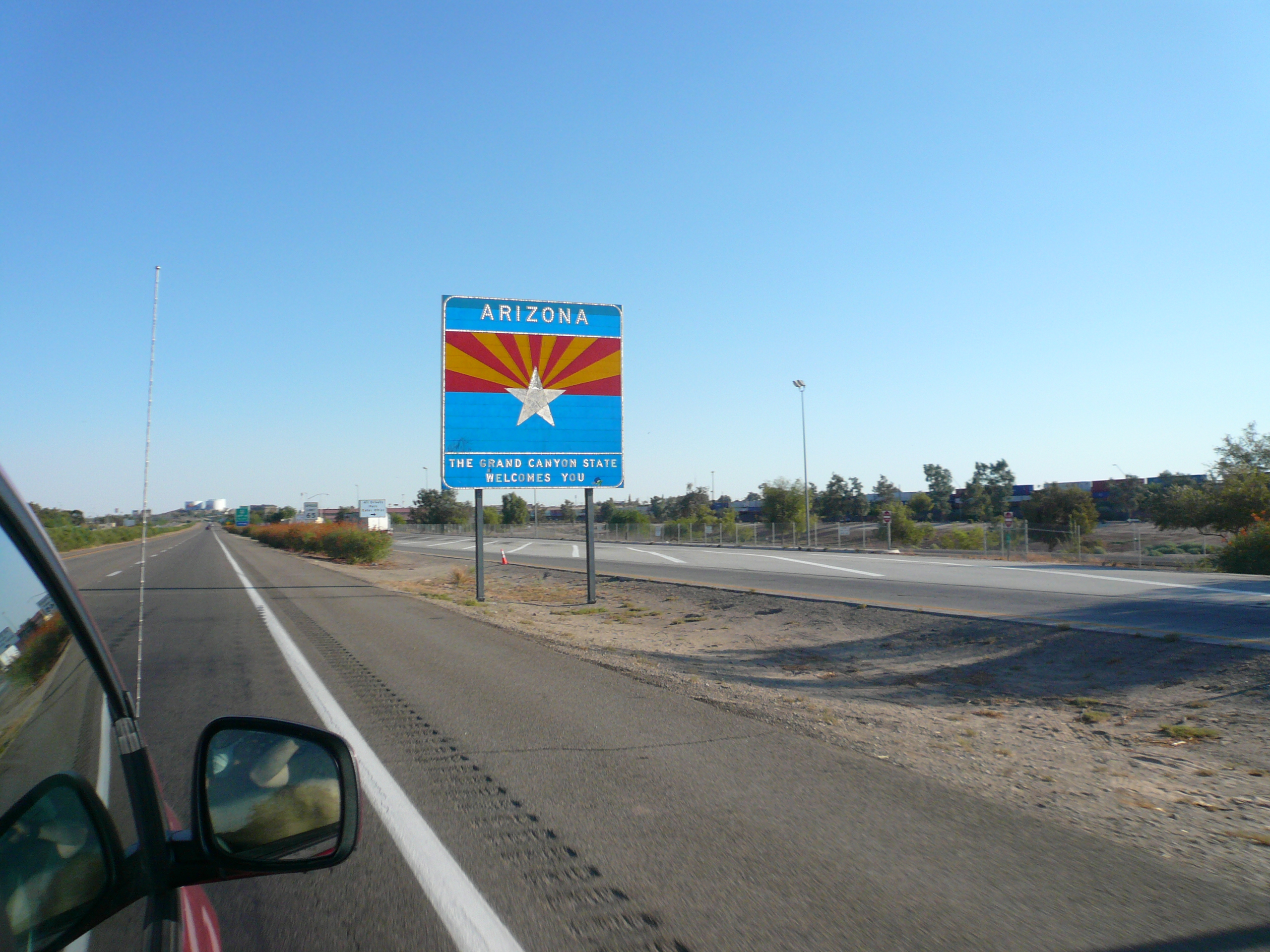
Highwayschild Arizona

Arizona hat ein gut ausgebautes Straßennetz, siehe Liste der State-, U.S.- und Interstate-Highways in Arizona.
Es gibt einen interkontinentalen Flughafen, den Sky Harbor International Airport in Phoenix mit mehr als 40 Millionen Passagieren pro Jahr, sowie den internationalen Flughafen Tucson in Tucson mit mehr als 4 Millionen Passagieren pro Jahr. Von regionaler Bedeutung sind die Flughäfen in Flagstaff und Yuma.

### Schienenverkehr
In Arizona existierten 2008 neun Bahngesellschaften mit einem Streckennetz von 2700 Kilometer. Die beiden Class-1-Gesellschaften BNSF Railway und Union Pacific Railroad betrieben zwei wichtige Ost-West-Hauptstrecken durch den Bundesstaat. Auf der nördlichen BNSF-Strecke Los Angeles-Williams-Flagstaff wird von Amtrak der Fernzug Southwest Chief und auf der südlichen UP-Strecke Los Angeles-Tucson-San Antonio der Fernzug Sunset Limited eingesetzt.
Die weiteren Bahngesellschaften sind die lokalen Gesellschaften: Apache Railway, Arizona and California Railroad, Clarkdale Arizona Central Railroad, Copper Basin Railway, San Manuel Arizona Railroad und die Rangiergesellschaften: Arizona Eastern Railway, San Pedro Southwestern Railroad.
Kohle ist mit 54,5 % das wichtigste per Bahn nach Arizona eingeführte Transportgut.

## Bildung
In Arizona gibt es zwei Universitäten von nationaler Bedeutung: Die University of Arizona in Tucson und die Arizona State University in Tempe bei Phoenix. Regionale Bedeutung haben die Northern Arizona University in Flagstaff und die Arizona Christian University in Glendale. Thunderbird – The Garvin School of International Management in Glendale bei Phoenix ist eine Business School, die auf Internationales Management spezialisiert ist.
Darüber hinaus gibt es in Phoenix noch die DeVry University, das Southwestern College, die University of Phoenix und die Western International University, sowie in Prescott die Embry-Riddle Aeronautical University und das Prescott College.

## Kultur und Sehenswürdigkeiten

### Nationalparks
Arizona ist berühmt für seine vielen Wüstenlandschaften und seine Canyons. Der Grand-Canyon-Nationalpark, der zum Welterbe in den Vereinigten Staaten gehört, befindet sich im Nordwesten, das Canyon de Chelly National Monument im Nordosten. Im Osten liegt der Petrified-Forest-Nationalpark und im Süden der Saguaro-Nationalpark. An der Staatsgrenze zu Utah befindet sich außerdem noch das Glen Canyon National Recreation Area (ebenfalls dem National Park Service unterstellt), zu dem u. a. der zweitgrößte Stausee der USA Lake Powell und die Hufeisenkehre des Colorado Rivers der Horseshoe Bend gehören.
Das Monument Valley an der Grenze zu Utah ist kein Nationalpark und untersteht auch nicht dem National Park Service. Es wird von den dort lebenden Navajo-Indianern selbst verwaltet, daher unterliegt das Monument Valley wie auch der Antelope Canyon am Stadtrand der Stadt Page dem Navajo Tribal Park Service.
Der National Park Service weist für Arizona insgesamt 22 von ihm betreute Schutzgebiete sowie zehn National Natural Landmarks aus (Stand 30. September 2017).
| Nationalpark                                                                                 | Lage                                                          | Ansicht |
| -------------------------------------------------------------------------------------------- | ------------------------------------------------------------- | ------- |
| Grand-Canyon-Nationalpark - Arizona - 4.326.234 Besucher (2004) - gegründet 26. Februar 1919 | Grand-Canyon-Nationalpark · Karte der Vereinigten Staaten     |         |
| Petrified-Forest-Nationalpark - Arizona - 666.978 Besucher (1999) - gegründet 1. Januar 1962 | Petrified-Forest-Nationalpark · Karte der Vereinigten Staaten |         |
| Saguaro-Nationalpark - Arizona - 637.888 Besucher (2002) - gegründet 1. Januar 1933          | Saguaro-Nationalpark · Karte der Vereinigten Staaten          |         |

### National Monuments

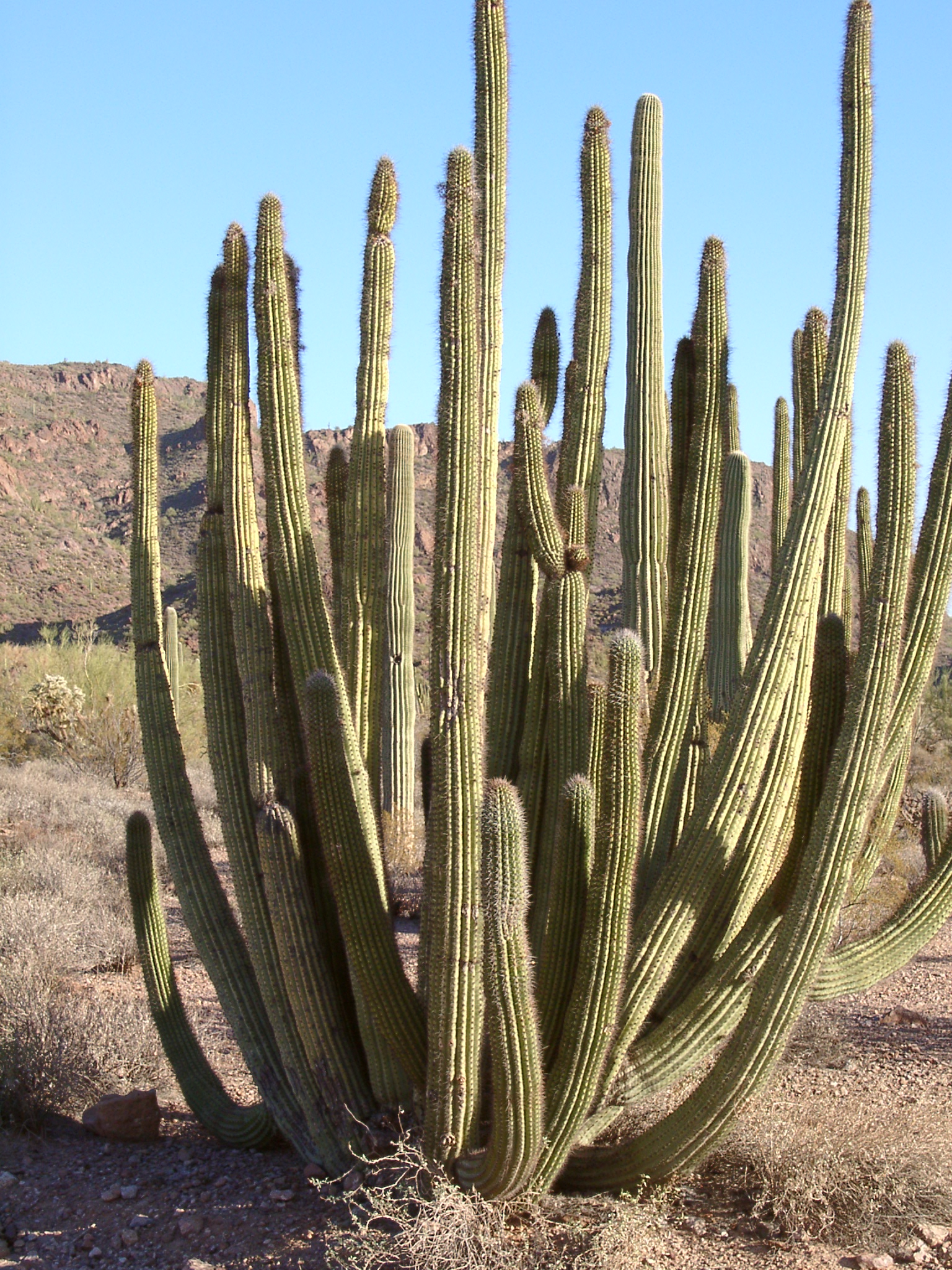
Orgelpfeifenkaktus im Organ Pipe Cactus National Monument

Arizona ist der Bundesstaat mit den meisten National Monuments:
- Agua Fria National Monument
- Canyon de Chelly National Monument
- Casa Grande Ruins National Monument
- Chiricahua National Monument
- Grand Canyon-Parashant National Monument
- Hohokam Pima National Monument
- Ironwood Forest National Monument
- Montezuma Castle National Monument
- Navajo National Monument
- Organ Pipe Cactus National Monument
- Pipe Spring National Monument
- Sonoran Desert National Monument
- Sunset Crater Volcano National Monument
- Tonto National Monument
- Tuzigoot National Monument
- Vermilion Cliffs National Monument
- Walnut Canyon National Monument
- Wupatki National Monument

### State Parks
Der Bundesstaat hat auf seinem Gebiet weitere State Parks eingerichtet, aus Geldmangel wurden einige von ihnen 2009 geschlossen (Stand: 2010).

### Kulturdenkmäler

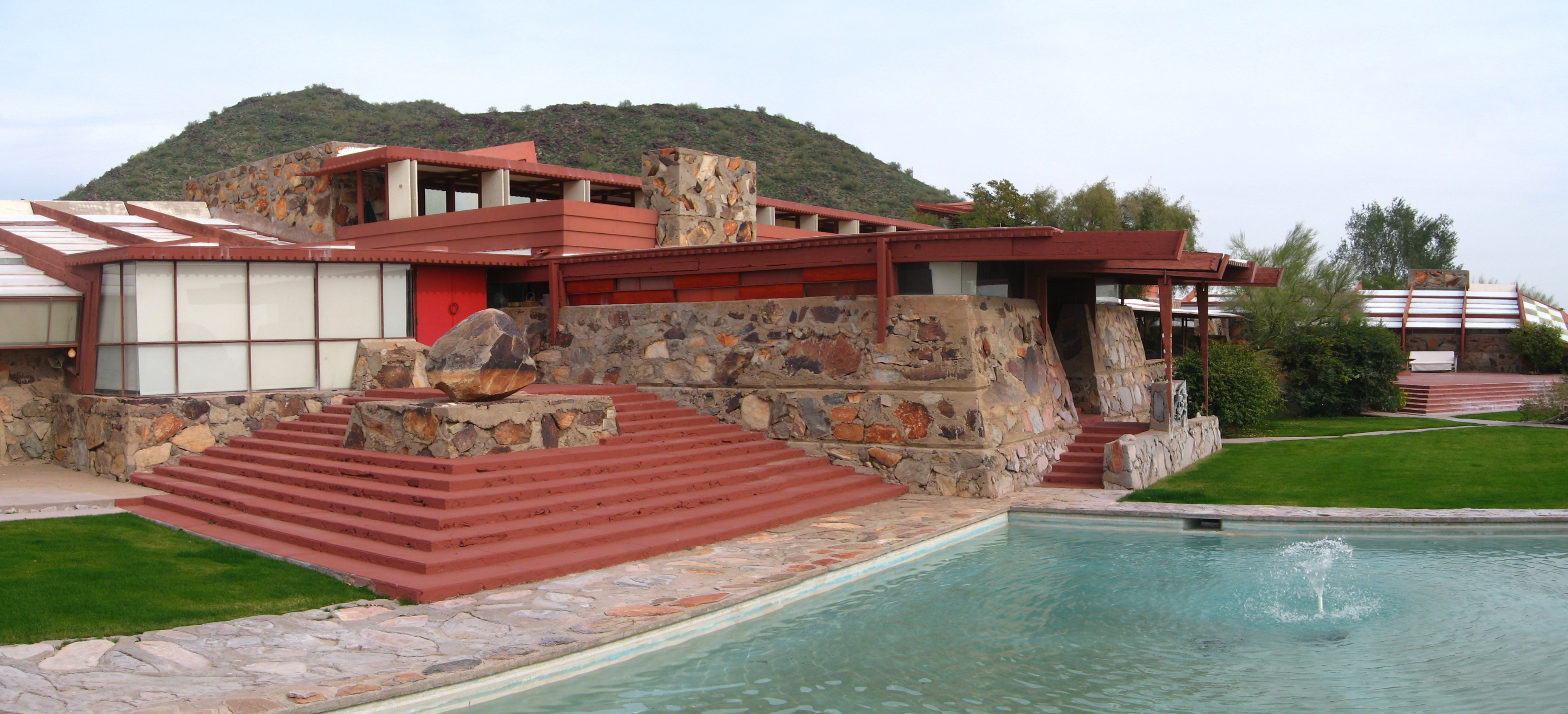
Das von Frank Lloyd Wright entworfene Taliesin West ist eine von 46 National Historic Landmarks in Arizona.

Der National Park Service weist für Arizona 46 National Historic Landmarks und 1463 Einträge im National Register of Historic Places aus (Stand 30. September 2017).

### Sport
Arizona ist in allen großen US-amerikanischen Sportligen durch Profiteams vertreten, die alle im Großraum von Phoenix ansässig sind. Die in der National Football League (NFL) spielenden Arizona Cardinals sind seit 1988 in Arizona ansässig und standen im Super Bowl XLIII, der allerdings verloren ging. Die Arizona Diamondbacks nahmen den Spielbetrieb in der Major League Baseball (MLB) 1998 auf und konnten mit der World Series 2001 die Meisterschaft gewinnen. Das am längsten in Arizona ansässige Profi-Team sind die Phoenix Suns, die seit 1968 in der National Basketball Association (NBA) spielen. Die Arizona Coyotes vertreten den Bundesstaat in der National Hockey League (NHL).
Im College-Sport sind die Teams der University of Arizona, die Arizona Wildcats, sowie die Arizona State Sun Devils der Arizona State University am bedeutendsten. Beide treten in der Pacific-12 Conference der National Collegiate Athletic Association an. Zwischen den beiden Universitäten besteht eine intensive Rivalität. Zudem gibt es die Grand Canyon Antelopes der Grand Canyon University in der Western Athletic Conference und die Northern Arizona Lumberjacks der Northern Arizona University in der Big Sky Conference.

## Wirtschaft
Das reale Bruttoinlandsprodukt pro Kopf (engl. per capita GDP) – der wichtigste Wohlstandsindikator – lag im Jahre 2016 bei USD 43.709 (nationaler Durchschnitt der 50 US-Bundesstaaten: USD 57.118; nationaler Rangplatz: 44). Die Arbeitslosenquote lag im November 2017 bei 4,3 % (Landesdurchschnitt: 4,1 %). Arizona zählt damit zu den ärmeren Bundesstaaten der Vereinigten Staaten.
Haupterzeugnisse der Landwirtschaft sind neben den Bewässerungskulturen (Zitrusfrüchte, Getreide, Baumwolle, Wintergemüse) die Rinderhaltung. Arizona entwickelte sich in den letzten Jahren zu einem Zentrum der Chipproduktion.